# 马文革
马文革（1968年3月27日—），天津人，中國男子乒乓球运动员。

## 生平
他因为出生于文化大革命而得名。少年时期两次获全国少年冠军。1985年在全国乒乓球锦标赛获得男子单打冠军。1989年第40届世界乒乓球锦标赛中是获得男子团体亚军的一员，并于同年获第10届世界杯赛男子单打冠军。
1990年第11届亚运会乒乓球项目中，马文革获得男单、男双冠军，同年获第11届世界杯赛亚军。1991年他又获得第41届世乒赛男单第3名，同年与队友合作，获第2届世界杯团体赛男子团体冠军。
他曾在1992年夏季奥林匹克运动会乒乓球比赛败给盖亭而获得铜牌，同年获第13届世界杯乒乓球赛男单冠军。
1993年世界乒乓球锦标赛时，马文革与张雷合作，获男双亚军。混双四强。他与王涛、王浩等人人在球队赢得比赛胜利后于酒店打麻将庆祝，而被球队罚款5万元人民币。
1994年1月，马文革在韩国汉城获94年乒乓球世界全明星巡回赛第2、3站比赛的男子单打冠军，同年4月获得乒乓球精英赛男子单打冠军。1994年10月，马文革参加在日本广岛举行的第十二届亚运会乒乓球比赛，获得男子单打第3名及与张雷合作获得男子双打第3名。
1995年马文革放弃高额奖金的世界明星巡回赛，专心养伤治疗，5月在中国天津举行的第43届世乒赛中与队友合作，战胜金泽洙、刘南奎、佩尔森等人获得男子团体冠军。同年10月，28岁的马文革与妻子到德国参加职业联赛，开始国外十多年的职业联赛生涯。
在德国他先后成为奥森豪森和格兰藻等五个乒乓球俱乐部签约球员，每年大约要参加60多场比赛，平均每周有一场赛事，并曾与人合伙开了一家器械配件公司。并曾多年获得德国联赛前三名。
1997年4月，马文革参加在英国曼彻斯特举行的第四十四届乒乓球锦标赛，与王涛、刘国梁、丁松和孔令辉合作获团体比赛冠军。参加男子单打比赛，进入前8名。6月在北京举行的中国乒乓球全明星比赛，获男子单打第二名。
2005年第十届全国运动会，马文革带领天津队获男团第五名。2009年马文革从德国回国，执教天津队。

## 家庭
马文革有两个儿子，马豪泽和马安则。

## 职业生涯
以下是他的部分成绩。

### 世界乒乓球锦标赛
- 第40届 男团冠军
- 第41届 男单季军
- 第42届 男团季军、男双亚军
- 第43届 男团冠军
- 第44届 男团冠军

### 奥运会
- 1992年夏季奥林匹克运动会 男单季军

## 流行文化
松本大洋的漫画作品《乒乓》里的角色“孔文革”就是他与孔令辉的结合。电影《中国乒乓之绝地反击》中许魏洲饰演的角色白民和（原定角色名“马文禾”）以马文革为原型。